# 弔問
| ウィキペディアには「弔問」という見出しの百科事典記事はありません（タイトルに「弔問」を含むページの一覧/「弔問」で始まるページの一覧）。 代わりにウィクショナリーのページ「弔問」が役に立つかもしれません。 |